# 桌上角色扮演遊戲
桌上角色扮演游戏（Tabletop Role Playing Game，縮寫： TRPG）是一种最初的角色扮演游戏。遊戲「龙与地下城」的出現使TRPG持續跟世界知名的文學、漫畫作品(如魔戒、哈利波特、漫威宇宙)、戰爭遊戲(如重現南北內戰、或是二戰相關的活動以及棋類)、以及因網路興起而更廣泛流行的大型多人線上角色扮演遊戲持續互相影響與演進，屬於廣義的桌上遊戲、也是劇情共同創作、開放程式碼、知識共享維基理念的早期樣貌。
桌上角色扮演游戏一般需要3－5人参与，其中一人为遊戲主持者（Game Master，簡稱GM），在《龙与地下城》等战棋TRPG中称为地下城主（Dungeon Master，簡稱DM），在《黑暗世界》等扮演向TRPG中称为「故事叙述者」（Storyteller，簡稱ST），在泛用系统（GURPS）等TRPG中则称为游戏主持人，负责解说剧情，扮演非玩家角色，如村民、怪物等，记录时间，对玩家的行为作出裁决等。其他的人则是玩家，扮演游戏中的角色。進行遊戲的過程被稱為「跑團」。
以《龍與地下城》為例，玩家首先选择角色姓名，然后用掷骰子或是購點的方法决定角色的能力，最后选择角色的職業、背景、陣營等。玩家亦會為自己的角色創作背景故事。然后，游戏主持人开始介绍游戏的剧情，游戏开始。在游戏中，玩家需要购买装备、杀死怪物，了解线索。玩一次TRPG需要很多的时间进行游戏，短则一星期，长则数月。当然也有很短的剧情，可以在一天之内完成。
而在黑暗世界跟GURPS是用能力點數購買能力背景的方式來創人物，根據買的背景在遊戲進行時要注意自己角色的身份來扮演，遊戲方式也不是單純的殺怪解任務，玩家可能陷入很複雜的陰謀中，但是單純打鬥的團也不是不行的。
除了這兩類，網路或是一些角色扮演同好出版的規則可能會有更不同的玩法。
玩TRPG时，游戏主持人的权力非常大，主导着游戏的风格与走向。参与者既是故事的阅读者也是故事的创作者。

## 著名的桌上角色扮演游戏

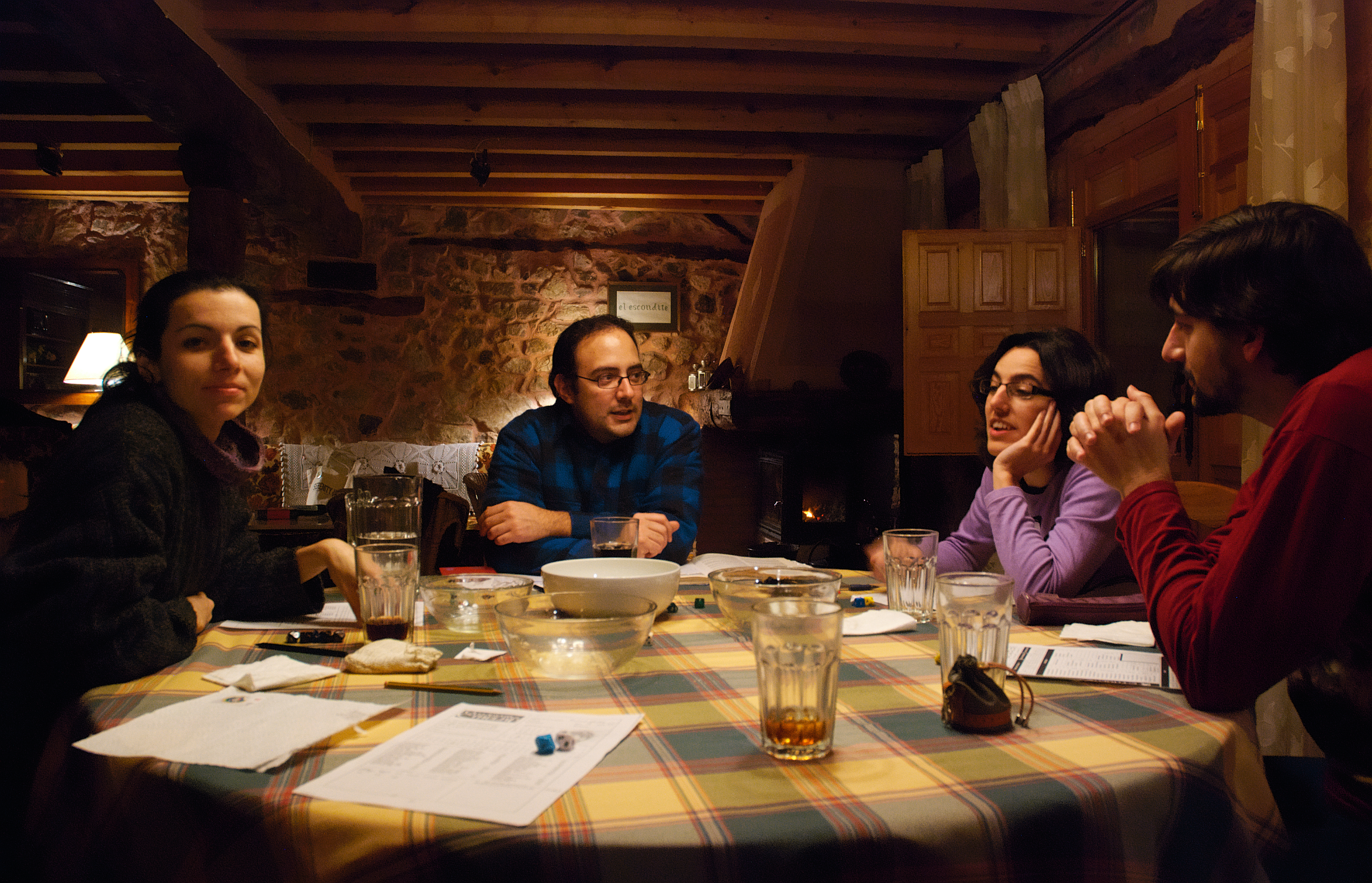
一场TRPG中的玩家合影

- 龍與地下城（Dungeons & Dragons）
- 黑暗世界系列（The World of Darkness）
- 克苏鲁的呼唤（The Call of Cthulhu）
- 闇影狂奔（Shadowrun）
- 符文巡旅（Runequest）
- 洞穴与巨人（Tunnels and Trolls）
- 劍之世界（ソード・ワールドRPG）
- 暗夜魔法使（ナイトウィザード）
- 探索者角色扮演遊戲(Pathfinder)
- 探索者角色扮演遊戲2(Pathfinder2)

## 跑團
一般进行TRPG的游戏过程俗称跑团。原因在于TRPG需要多位玩家组团才能开始游戏。跑团通常需要有一个人扮演DM或其他名称的游戏主持者，其他的人扮演玩家。除了一般传统面对面开始进行游戏（俗称面團），还有在網絡上通过即時通訊軟件、聊天室或網路討論區等网络形式进行的TRPG游戏过程（俗称网团），网团具体也可细分为文字团（依靠社交软件群内打字）和语音团（依靠社交软件群内语音）。

## 参看
- 泛用无界角色扮演系统

## 外部連結
- HKTRPG百科 （页面存档备份，存于）（中文）
- 香港桌上角色扮演遊戲同好會 （页面存档备份，存于）（中文）
- 幻想的國度 DOI TRPG（中文）
- 幻想的國度臉書推廣頁（中文）
- 香港TRPG面團專區 （页面存档备份，存于）（中文）
- The Ring of Wonder（中文）
- 純美蘋果園 （页面存档备份，存于）（中文）
- Pen & Paper （页面存档备份，存于）（英文）
- RPGnet （页面存档备份，存于）（英文）
- 馬場秀和ライブラリ （页面存档备份，存于）（日語）